# لونجاره
لونجاره (به ایتالیایی: Longare) یک کومونه در ایتالیا است که در استان ویچنزا واقع شده‌است.

## خصوصیات
لونجاره ۲۲ کیلومترمربع مساحت و ۵٬۵۴۴ نفر جمعیت دارد.